# Туруново (Чебоксарський район)
Туруно́во (рос. Туруново, чув. Тăрăн) — село у складі Чебоксарського району Чувашії, Росія. Входить до складу Чиршкасинського сільського поселення.
Населення — 84 особи (2010; 83 у 2002).
Національний склад:
- чуваші — 95 %